# FM (musikalbum)
FM är den sydkoreanska tjejgruppen Crayon Pops tredje album, utgivet den 27 mars 2015 av Sony Music Korea.

## Bakgrund
Efter deras andra album The Streets Go Disco, släppte Crayon Pop singlarna "Lonely Christmas" i december 2013 och "Uh-ee" i mars 2014. Istället för att släppa ett nytt album var gruppen upptagna år 2014 med andra projekt, som att vara förband åt Lady Gaga under hennes sommarturné, och med undergruppen Strawberry Milk som debuterade i slutet av året.
I januari 2015 bekräftade Chrome Entertainment gruppens återkomst, och den 27 mars 2015 släpptes musikvideon tillhörande den nya singeln "FM". Samma dag gav gruppen även ut sitt tredje album med samma titel, som nådde sjätte plats på den nationella albumlistan Gaon Chart, och låg på listan i två veckor.

## Komposition
Albumets huvudsingel "FM" är producerad av låtskrivaren Shinsadong Tiger. De två andra helt nya låtarna som är inkluderade på skivan är "Hapataka" skriven av Kim Yoo-min och "1, 2, 3, 4" skriven av Song Ji-hoon. De har båda två tidigare varit med och producerat material åt Crayon Pop då Kim bland annat låg bakom hitsingeln "Bar Bar Bar" och även "Lonely Christmas", medan Song var en av personerna bakom "Bing Bing", "Saturday Night" och "Dancing Queen".

## Låtlista
| Nr | Titel                | Längd |
| -- | -------------------- | ----- |
| 1. | "FM"                 | 3:41  |
| 2. | "Hapataka"           | 3:08  |
| 3. | "1, 2, 3, 4"         | 3:06  |
| 4. | "FM" (Inst.)         | 3:41  |
| 5. | "Hapataka" (Inst.)   | 3:08  |
| 6. | "1, 2, 3, 4" (Inst.) | 3:06  |

## Listplaceringar
| Lista (2015)          | Topplacering |
| --------------------- | ------------ |
| Sydkorea (Gaon Chart) | 6            |